# Danh sách nhân vật trong Kết giới sư
Danh sách nhân vật trong Kết giới sư (Nhật: 結界師? Kekkaishi). Một bộ truyện tranh siêu nhiên Nhật Bản được viết và minh họa bởi Tanabe Yellow.

## Kết giới sư

### Danh sách các Kết giới sư
| Nhà      | Tên                | Hình ảnh | Kỹ năng                                                | Thông tin | Ghi chú                    |
| -------- | ------------------ | -------- | ------------------------------------------------------ | --- | -------------------------- |
| Sư tổ    | Hazama Tokimori    |          |                                                        | Vị pháp sư, sư tổ sáng lập ra hệ phái Kết giới sư Hazama |                            |
| Sumimura | Sumimura Shigemori |          |                                                        | Truyền nhân thứ 21 của nhà Sumimura và là ông ngoại của Yoshimori |                            |
| Sumimura | Sumimura Sumiko    |          |                                                        | Con gái của Sumimura Shigemori và là mẹ của Masamori, Yoshimori, Toshimori |                            |
| Sumimura | Sumimura Masamori  |          | Tuyệt kết giới                                         | Con trai trưởng nhà Sumimura và là anh trai của Yoshimori. Tuy là anh nhưng Masamori không được nhận dấu phương ấn của truyền nhân. Anh sớm rời khỏi gia đình để tìm con đường cho riêng mình. Masamori gia nhập Hội kín và trở thành thủ lĩnh của Dạ hành (một tổ chức thuộc Hội kín, gồm các thành viên phần lớn đều nửa người nửa yêu, có năng lực đặc biệt). Khi ở rừng quạ có biến cố xảy ra Masamori luôn phái người của Dạ hành đến giúp đỡ. Sau một thời gian làm việc, Masamori được thăng cấp lên thành một trong 12 thành viên thường trực của Hội kín (số hiệu Thất - số 7) và dần khám phá ra những sự thật đen tối đằng sau tổ chức này | Phụ tá: Công chúa chép đen |
| Sumimura | Sumimura Yoshimori |          | Tuyệt kết giới Trạng thái Vô thường                    | Truyền nhân thứ 22 của nhà Sumimura. Ý chí, thể lực, khả năng sử dụng kết giới tốt nhưng suy nghĩ còn thiếu chín chắn, bộp chộp, ham ngủ và học hành khá tệ. Yoshimori luôn đối xử chân thật, tốt bụng đối với mọi người xung quanh, có tình cảm với cô bạn "đồng nghiệp" Tokine nhưng chưa dám thổ lộ. Dù có vẻ ngoài khá vô tư nhưng thật ra cậu luôn suy nghĩ tìm cách phong ấn khu rừng quạ cùng nguồn sức mạnh Karasumori để mang đến sự bình yên vĩnh viễn cho vùng đất này |                            |
| Sumimura | Sumimura Toshimori |          |                                                        | Con trai út của nhà Sumimura |                            |
| Sumimura | Shuji              |          | Bùa chú                                                | Con rể của nhà Sumimura, chồng của Sumiko và là bố của Sumimura, Yoshimori, Toshimori. Dù không phải là Kết giới sư nhưng Shuji đã được học sử dung bùa chú để sử dụng khi cần thiết |                            |
| Yukimura | Yukimura Tokiko    |          |                                                        | Truyền nhân thứ 21 của nhà Yukimura và là bà nội của Tokine |                            |
| Yukimura | Yukimura Tokio     |          |                                                        | Bố của Tokine. Đã bị yêu quái đánh trọng thương và chết khi Tokine còn nhỏ | <Đã chết>                  |
| Yukimura | Yukimura Tokine    |          | *Kết giới nhiều tầng *Đi xuyên tường *Cảm nhận bùa chú | Truyền nhân thứ 22 của nhà Yukimura. Tuy thể lực của cô kém hơn Yoshimori nhưng ý chí và đặc biệt là kĩ thuật không hề kém cạnh. Tokine sớm có suy nghĩ chín chắn, đề cao nhiệm vụ bảo vệ khu rừng quạ nên luôn mắng Yoshimori mỗi khi cậu hành động không đúng nhiệm vụ. Từ nhỏ, cô luôn coi Yoshimori như một đứa em, có lần vì bảo vệ cậu mà cô bị một vết thương lớn trên cánh tay và bị để lại sẹo. Nhưng càng lớn lên cô càng ý thực rõ ràng được thực lực của Yoshimori và dần coi cậu như một đồng nghiệp ngang hàng.Qua lần được Yoshimori và mọi người cứu thoát khỏi đảo Trảm, Tokine dần dần tin tưởng Yoshimori hơn                      |                            |

### Phục vụ Kết giới sư
| Tên                  | Hình ảnh | Phục vụ      | Tuổi            | Năng lực             | Thông tin |
| -------------------- | -------- | ------------ | --------------- | -------------------- | --- |
| Yêu Khuyển - Madarao |          | Nhà Sumimura | Khoảng 500 tuổi | Đánh hơi được ma quỷ | |
| Yêu Khuyển - Hakubi  |          | Nhà Yukimura | Khoảng 400 tuổi | Đánh hơi được ma quỷ | |
| Mèo ma - Shimano     |          | Nhà Sumimura |                 |                      | Bảo vệ phòng tập bí mật dưới giếng nhà Sumimura. Hỗ trợ luyện tập giúp Sumimura Yoshimori đạt trạng thái vô thường |
| Mèo ma - Mikeno      |          | Nhà Yukimura |                 |                      | Bảo vệ phòng Dậy sóng. Hỗ trợ luyện tập giúp Yukimura Tokine                                                       |
| Kumon                |          | Hazama       |                 |                      | |
| Bạch Long            |          |              |                 |                      | |
| Hắc Long - Kokuyo    |          | Hazama       |                 |                      | |

## Hội Kín
Tổ chức tự trị, tập hợp những người có năng lực đặc biệt. Trong số đó có cả những pháp sư. Công việc chính là tham gia xử lý những vụ việc liên quan đến thế lực bóng đêm bảo vệ trật tự xã hội.

### Hội đồng tối cao
Đây là nhóm gồm 12 Ủy viên thường trực Hội Kín cùng nhau thảo luận, bàn bạc các vấn đề và lãnh đạo tổ chức này.
| Số        | Tên               | Hình ảnh | Năng lực           | Phụ trách                                                                      | Ghi chú                                             |
| --------- | ----------------- | -------- | ------------------ | ------------------------------------------------------------------------------ | --------------------------------------------------- |
| Chủ tịch' | Oumi Nichinaga    |          |                    |                                                                                |                                                     |
| 一 (1)    | Yumeji            |          |                    |                                                                                | Đứng đầu Nhóm 12 người                              |
| 二 (2)    | Kidouni           |          |                    |                                                                                |                                                     |
| 三 (3)    | Tatsuki           |          |                    |                                                                                |                                                     |
| 四 (4)    | Meian             |          |                    |                                                                                |                                                     |
| 五 (5)    | Kusaribe Gaiji    |          |                    |                                                                                |                                                     |
| 六 (6)    | Shiromi           |          |                    |                                                                                |                                                     |
| 七 (7)    | Sumimura Masamori |          | Kết giới sư        | An ninh Khu Karasumori                                                         | Thủ lĩnh Dạ Hành                                    |
| 八 (8)    | Ougi Ichirou      |          | Pháp sư gió        |                                                                                | <Đã chết>                                           |
| 九 (9)    | Okuni             |          | Nhìn thấu Thế giới | Văn phòng hồ sơ tuyệt mật (Nơi lưu trữ tất cả thông tin từ khi Hội Kín ra đời) | Cố vấn đặc biệt Văn phòng hồ sơ tuyệt mật <Đã chết> |
| 十 (10)   | Tsimugi Kazuchika |          |                    |                                                                                |                                                     |
| 十一 (11) | Konuzuka Kihei    |          |                    | Đã bị Ougi Shichirou sát hại                                                   | <Đã chết>                                           |
| 十二 (12) | Juuhou            |          |                    |                                                                                |                                                     |

### Dạ hành
| Đội                | Tên                      | Hình ảnh | Kỹ năng                                                                                                | Thông tin | Ghi chú                          |
| ------------------ | ------------------------ | -------- | --- | --- | -------------------------------- |
| Thủ lĩnh           | Sumimura Masamori        |          | Kết giới sư                                                                                            | |                                  |
| Phó Thủ lĩnh       | Hatori                   |          | | |                                  |
| Đội Thi hành án    | Oudou                    |          | Tuyệt chiêu: Viêm dương ngọc - Enyougyoku                                                              | Oudou là một người đàn ông cao to với đầu cạo. Anh đeo một vòng cổ tràng hạt to của Phật giáo |                                  |
| Đội Thi hành án    | Hakudou                  |          | Tuyệt chiêu: Nguyệt đao                                                                                | Hakudo là một người đàn ông mảnh mai với đầu cạo trọc. Anh ta đeo một sợi dây chuyền cầu nguyện Phật giáo. Các hạt trên vòng cổ của anh nhỏ hơn nhiều so với những chiếc vòng trên của Odo        |                                  |
| Đội Tình báo       | Đội trưởng Sazanami Kei  |          | Đọc nội tâm                                                                                            | Đội trưởng Đội Tình báo | Nhân vật xếp thứ 3 trong Dạ Hành |
| Đội Tình báo       | Kagemiya Sen             |          | Đọc nội tâm                                                                                            | Từng bị bắt cùng Sumimura Yoshimori tới Tổng hành dinh của Kokuboro | Trước đây ở Đội Chiến đấu        |
| Đội Tình báo       | Akitsu Shu               |          | Nửa người - nửa Ma cà rồng Nghe âm thanh từ xa                                                         | |                                  |
| Đội Phản ứng nhanh | Shishiôgen               |          | Nửa yêu sói                                                                                            | Được tổng bộ Hội Kín cử đến để hỗ trợ các Kết giới sư trong việc bảo vệ Vùng đất linh thiêng Karasumori. Hy sinh trong cuộc tiến công của đại quân Kokuboro vào Karasumori                        | Đã chết                          |
| Đội Chiến đấu      | Đội trưởng Makio         |          | Jiugenka: Tạo cái bóng                                                                                 | Đội trưởng Đội Chiến đấu là một người đáng tin cậy trong việc giải quyết các tình huống và đưa ra mệnh lệnh chỉ huy. Trong Dạ Hành khi chiến đấu sẽ giữ vai trò hỗ trợ đồng đội                   |                                  |
| Đội Chiến đấu      | Hiba Kyoichi             |          | | |                                  |
| Đội Chiến đấu      | Hanashima Atora          |          | | |                                  |
| Đội Chiến đấu      | Yagashi Đai              |          | | |                                  |
| Đội Chiến đấu      | Takemitsu                |          | Jiugenka: Tạo thanh đao                                                                                | |                                  |
| Đội Chiến đấu      | Hanashima Atora          |          | Kỹ năng: Khinh công Phụ tá: - Gấu ma - Raizo (Kỹ năng: Sấm sét) - Yaichi - Tsukinojo - Dơi ma - Majiro | Người chị đỡ đầu, phụ trách Shishiogen về mọi hành vị |                                  |
| Đội Chiến đấu      | Todoroki                 |          | | |                                  |
| Đội Đưa tin        | Đội trưởng Mukade        |          | Phụ tá:                                                                                                | |                                  |
| Đội Bùa chú        | Đội trưởng Somegi Fumiya |          | Khắc chú sư: vẽ các loại bùa yểm                                                                       | Tuy là chủ nhiệm một ban, nhưng Đội Bùa chú thuật lại rất nhỏ. Hầu hết tất cả mọi người, cả đội trưởng đều có nhiều công việc khác như hỗ trợ các đội khác, do đó công việc của đội này khá nhiều |                                  |
| Đội Bùa chú        | Orihara Ito              |          | Giải chú sư: đọc và giải trừ bùa yểm                                                                   | |                                  |
| Đội Cứu thương     | Đội trưởng Kikusui       |          | | |                                  |
| Đội Cứu thương     | Shiragiku                |          | | |                                  |

### Phòng Điều tra
| Tên             | Hình ảnh | Kỹ năng                                     | Thông tin | Ghi chú |
| --------------- | -------- | ------------------------------------------- | --- | ------- |
| Tanno Kouzou    |          | Sử dụng tóc như công cụ phân tích, điều tra | Trưởng phòng Điều tra |         |
| Eijouji Saigo   |          |                                             | Quản lý và xét xử trên Đảo Trảm (Trụ sở Phòng Điều tra. Một nhân vật vô cùng nhan hiểm vả cỏ thể làm hại người khác nhân danh người thi hành luật pháp chỉ để cho vui |         |
| Eijouji Saikaku |          |                                             | Em trai của Eijouji Saigo và hỗ trợ chị mình ở Đảo Trảm |         |
| Namihira        |          |                                             | |         |
| Yashiro         |          |                                             | |         |
| Yuugami         |          |                                             | |         |

### Tổ chức tuyệt mật "Mắt rắn"
Tổ chức tuyệt mật của Hội Kín, thực tế hoạt động với mật hiệu mắt rắn. Tập hợp gồm những người có năng lực tiên đoán tương lai.
| Tên                      | Hình ảnh | Năng lực | Thông tin | Ghi chú   |
| ------------------------ | -------- | -------- | --- | --------- |
| Nozomi (Người dẫn dường) |          | Tiên tri | Người đứng đầu tổ chức này. Giống như Thần nữ dẫn đường tới âm ti, người này có thể nhìn xuyên tương lai và đưa ra các lời dự đoán, tiên tri | <Đã chết> |
| Saki (Nữ thần)           |          |          | Được giao mật lệnh đi đến tất cả các thần địa trong nước để cảnh báo nhửng hiểm hỏa được tiên đoán có thể xảy ra trong tương lai             |           |

### Các thành viên khác của Hội Kín
| Tên         | Hình ảnh | Năng lực       | Thông tin | Ghi chú     |
| ----------- | -------- | -------------- | --- | ----------- |
| Kasuga Yomi |          | Điều khiển quỷ | Người điều khiển quỷ, từng bị Hội Kín bắt giữ vì tôi phản bội tổ chức, lợi dụng nghề pháp sư để làm điều ác chống lại loại người. Yomi từng cùng với Yoki tấn công Karasumori. | Phụ tá Yoki |

Mudou: Vị ủy viên thường trực số 7 tiền nhiệm của Sumimura Masamori. Gây ra vụ thảm sát Cơ sở đào tạo của Uraka (thuộc Hội Kín). Tấn công một vùng thần địa và bị thổ địa tiêu diệt.
Hiura Souji: Được Hội Kín cử đến bảo vệ Karasumori và giúp đỡ các Kết giới sư. Có nặng lực Jiugenka.

## Thần địa
| Vùng                    | Tên                 | Hình ảnh | Phụ tá                       | Ghi chú                              |
| ----------------------- | ------------------- | -------- | ---------------------------- | ------------------------------------ |
| Đầm lầy Mushikinuma     | Phàm Đại nhân - Uro |          | Mamazo                       | Từng là thổ công rừng Quạ Karasumori |
| Núi Aibazan             | Đại ma - Kokuunzai  |          | Yêu quạ - Karasutengu Shidou |                                      |
| Đền Tanyuu (Hồ)         | Tanyuu              |          |                              |                                      |
| Hồ                      | Hidagou             |          |                              |                                      |
| Vùng Tohaku (Núi Okubi) |                     |          |                              |                                      |
| Núi Mouryouzakura       | Mayuka              |          |                              |                                      |

## Tổ chức

### Tổ chức Kokuboro

#### Thành viên chủ chốt
| Chức                      | Tên                     | Hình ảnh | Loại                | Năng lực   | Ghi chú                   |
| ------------------------- | ----------------------- | -------- | ------------------- | ---------- | ------------------------- |
| Đại nương nương           | Kurosusuki              |          | Cáo chín đuôi       |            |                           |
| Tổng quản                 | Bạch Diện Vương - Byaku |          | Nửa người - nửa yêu |            |                           |
| Trưởng phòng Tác chiến I  | Shion                   |          | Nhện                | Điều khiển |                           |
| Trưởng phòng Tác chiến II | Gagin                   |          | Ngựa                | Lửa        | Bị tiêu diệt ở Karasumori |
| Trưởng phòng Tình báo     | Hekian                  |          |                     |            |                           |
| Trưởng phòng Tổng hợp     | Koshu                   |          | Bạch tuộc           |            |                           |
| Trưởng phòng Nghiên cứu   | Aihi                    |          | Cây                 |            |                           |
| Sát thủ                   | Kaguro                  |          |                     |            |                           |

#### Các thành viên khác
Nhóm Hài nhi lông trắng: gồm 3 yêu quái gốc chim bồ câu, có khả năng chia nhỏ cơ thể thành vô số sợi lông.
- Khả năng: Hợp nhất lại thành yêu quái dạng cú mèo.

Haizen:
Sekia:
 Sanan:
Haroku:

### Lực lượng của Thống lĩnh
| Tên                         | Hình ảnh | Năng lực      | Thông tin                                                                            | Ghi chú |
| --------------------------- | -------- | ------------- | ------------------------------------------------------------------------------------ | ------- |
| Thống lĩnh Sousui           |          |               |                                                                                      |         |
| Suigetsu                    |          | Hóa Rồng      |                                                                                      |         |
| Michiru                     |          |               |                                                                                      |         |
| Kakeru                      |          |               | Cô được Michiru hướng dẫn và dạy nhiều kỹ thuật                                      |         |
| Số 0                        |          | Phù tiên hóa: |                                                                                      |         |
| Số 1 - Ichigou              |          |               | Số thứ tự để gọi những người được huấn luyện đặc biệt của bọn săn tìm nguồn thần địa |         |
| Số 2 - Nogou                |          |               |                                                                                      |         |
| Số 3 - Sanjou (Hiura Souji) |          |               |                                                                                      |         |
| Số 536                      |          |               |                                                                                      |         |

### Pháp sư

#### Pháp sư gió - Gia tộc Ougi
| Chức                                                         | Tên            | Hình ảnh  | Thông tin | Ghi chú   |
| ------------------------------------------------------------ | -------------- | --------- | --- | --------- |
| Tộc trưởng (Cha)                                             |                |           | |           |
| Người con thứ I                                              | Ougi Ichirou   | rowspan=5 | rowspan=5\|5 anh em nhà Ougi hợp thể thành một người. Nhằm nâng cao sức mạnh và quyền lực. Trở thành một ủy viên thường trực quyền lực của Hội Kín với cái tên Ougi Ichirou. Cả năm người đã bị em trai Ougi Shichirou tiêu diệt | <Đã chết> |
| Người con thứ II                                             | Ougi Jirou     |           | | <Đã chết> |
| Người con thứ III                                            | Ougi Saburou   |           | | <Đã chết> |
| Người con thứ IV                                             | Ougi Shirou    |           | | <Đã chết> |
| Người con thứ V                                              | Ougi Gorou     |           | | <Đã chết> |
| Người con thứ VI                                             | Ougi Irokurou  |           | Từng là một phần của Ougi Ichirou nhưng sau khi bị thương đã bị loại ra |           |
| Người con thứ VII (Biệt danh: Shinigami) Tộc trưởng kế nhiệm | Ougi Shichirou |           | Người được kỳ vọng sẽ trở thành tộc trưởng của dòng họ Ougi. Là người đã tiêu diệt 5 người anh của mình |           |

#### Phong ma sư
| Tên           | Hình ảnh | Thông tin | Ghi chú |
| ------------- | -------- | --- | ------- |
| Kurogane      |          | một Phong ma sư chuyên nghiệp                                                                                    |         |
| Kongo Takeshi |          | một Phong ma sư và là đệ tử của Kurogane. Đã có lần vô tình lưu lạc đến Karasumori và tá túc tạm ở nhà Sumimura. |         |

## Nhân vật khác

### Con người
| Tên                   | Hình ảnh | Nghề nghiệp  | Thông tin | Ghi chú |
| --------------------- | -------- | ------------ | --- | ------- |
| Masahiko Tsukijigaoka |          | Thợ làm bánh | Một hồn ma, từng là một thợ làm bánh đã chết trên đường đi làm việc. Linh hồn của anh ta vẫn quanh quẩn Karasumori và mặc dù Yoshimori Sumimura cố gắng liên tục thuyết phục anh ta đi đầu thai nhưng anh ta từ chối. Hai người trở thành bạn bè, và Masahiko cho Yoshimori bí mật nướng bánh để giúp anh ta với ước mơ của mình làm một lâu đài kẹo cho Tokine. Sau đó, Yoshimori giúp anh liên hệ với người em trai lần cuối trước khi siêu thoát |         |
| Yumeko Hananokoji     |          | Nhà tâm linh | Một cố vấn tâm linh phụ trách Văn phòng hướng dẫn hồn ma lang thang, hỗ trợ cho những bóng ma chưa siêu thoát. Bà giúp những con ma thích nghi với cuộc sống sau của họ và lý tưởng là hãy đi siêu thoát. Yoshimori thường xuyên cung cấp địa chỉ của bà cho các hồn ma vì anh ấy muốn đối phó với ma quỷ một cách thanh thản hơn là phải tiêu diệt chúng để ở gần Học viện Karasumori.                                                             |         |

Matsudo: là giáo sư khảo cổ học, chuyên sưu tầm những món dị vật khác người
Phụ tá Kagami:

### Yêu quái trợ thủ
| Tên                           | Hình ảnh | Năng lực | Thông tin      | Ghi chú |
| ----------------------------- | -------- | -------- | -------------- | ------- |
| Yoki (phụ tá của Kasuga Yomi) |          |          | là một con quỷ |         |

### Yêu quái
| Tên                            | Hình ảnh | Thông tin | Ghi chú                |
| ------------------------------ | -------- | --- | ---------------------- |
| Tatou                          |          | Một yêu quái sử dụng chiếc mỏ sắc và khỏe mạnh như vũ khí | Bị Yoshimori tiêu diệt |
| Yumigane                       |          | Một yêu quái sẽ trở nên mạnh mẽ sau khi biến hóa từ một đứa trẻ | Bị Tokine tiêu diệt    |
| Cóc ma - Tsuchigama            |          | Yêu quái cóc sống trong lòng đất, đặc biệt con cóc này có đuôi và dùng đuôi hút lấy đất đá làm đạn chống lại kẻ thù. | Bị Yoshimori tiêu diệt |
| Kemari                         |          | Yêu quái di chuyển với tốc độ nhanh. Có hình dạng như một bộ tóc | Bị Yoshimori tiêu diệt |
| Masano Murakami                |          | Là một linh hồn biến chất, từng là một kế toán. Bởi vì anh ta đã chết khi tin rằng không có điều gì tốt lành đã xảy ra với anh ta, anh ta vẫn là một con ma ác độc trong Học viện Karasumori cho đến khi Yoshimori buộc anh ta phải rời đi |                        |
| Băng độ - Hiwatari             |          | sử dụng băng làm vũ khí, rất hung dữ |                        |
| Bò cạp lưỡi liềm               |          | có những cánh tay mạnh và sắc bén như những lưỡi liềm và một bộ giáp ngoài cứng như sắt thép... Chuyển động mau lẹ khôn lường |                        |
| Yêu quái 8 đầu                 |          | có 8 cánh tay to lớn với sức mạnh khủng khiếp. Đã bị Sumimura Masamori tiêu diệt. |                        |
| Đại thủ xa                     |          | có khả năng tự lăn tròn với vận tốc rất cao, đi đến đâu tàn phá đến đó |                        |
| Ác ma - Udêdangô               |          | Có hình dáng một khối cầu khổng lồ, lắp ghép bởi hàng chục cánh tay người. Có thể di chuyển theo mọi chiều với tốc độ kinh hồn. |                        |
| Giáp sắt mặt đen - Kuro Kabuto |          | Một quái vật được tạo ra nhằm mục đích hủy diệt Thế giới nhưng chưa hoàn thành đã bị Tổ chức Pháp sư Quốc tế ngăn chặn và nó bị phong ấn ở một nơi bí mật. Bỗng nó xuất hiện và tấn công Rừng quạ Karasuori nhưng đã bị sức mạnh của Karasumori ngăn chặn. Nó tiếp tục xuất hiện trong cuộc phòng thủ tổng hành dinh Hội Kín trước cuộc tấn công của Thống lĩnh nhưng đã bị Thống lĩnh kiểm soát cùng với sự thất thủ của Hội Kín |                        |
| Tsubogokkai                    |          | Tuy có hình dạng giống một dải lụa có thể kéo dài vô tận nhưng nó sẽ chết nếu bản thể thật của nó - cái bình bị tiêu diệt. |                        |
| NHÓM KOUYA                     |          | |                        |
| Yêu Khuyển - Kouya             |          | Đã 500 tuổi và là thủ lĩnh nhóm Kouya, từng sinh ra và lớn lên chung một ngọn núi với Yêu Khuyển Madarao. Đến khi Madarao bị Hazama thu phục thì Kouya chọn con đường riêng |                        |
| Nagao                          |          | là một con ma. Vũ khí là Bom khói |                        |
| Uhosuke                        |          | là yêu quái dạng nửa người nửa vượn |                        |
| Honetaro                       |          | là yêu quái dạng chim. |                        |